# Bucarest Ring
Il Bucarest Ring (in lingua rumena: Bucharestring) è un circuito automobilistico cittadino ricavato dalle strade della città di Bucarest, il maggiore centro della Romania.

## Tracciato
Il tracciato è stato disegnato dal progettista tedesco Hermann Tilke, noto per essere il progettista di molti dei recenti circuiti del Campionato mondiale di Formula 1.
Il tracciato, lungo oltre tre chilometri, si sviluppa nel centro di Bucarest, percorrendo le vie perimetrali disegnate attorno al Parlamento rumeno. La partenza è data su Bulevardui Liberătii, proprio di fronte all'entrata principale del parlamento. Dopo una secca curva a destra il circuito imbocca Calca 13 Septembric, che viene spezzata nella sua lunghezza da una chicane. Nuova curva a destra e la pista passa in Strada Izvor e Bulevardul Natiunile Unite. Dopo un'ultima curva a destra, disegnata su una rotatoria, il circuito termina sul rettifilo finale. Si gira in senso orario.

## Storia

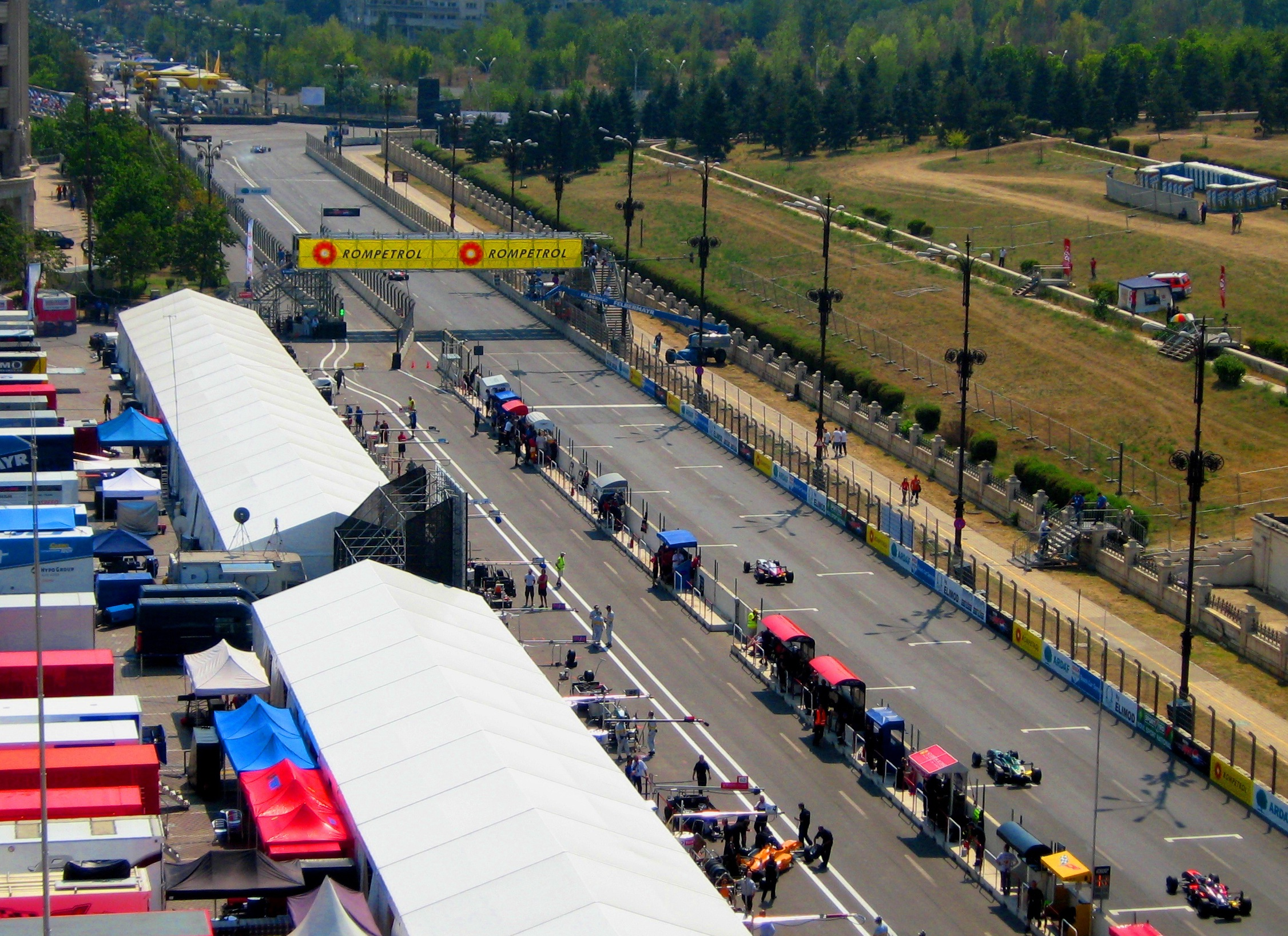
Un'immagine del tracciato nel 2008.

La prima gara ospitata avrebbe dovuto essere una tappa del Campionato FIA GT nel 2006, ma successivamente la stessa venne spostata all'Hungaroring. L'esordio avvenne perciò l'anno seguente, sempre con una tappa del FIA GT e del campionato britannico di F3.
Era stato annunciato che il tracciato avrebbe ospitato nel 2011 un weekend dell'Auto GP, con l'organizzazione del Bucarest GP. Il 23 giugno 2011, a campionato in corso, venne annunciata la cancellazione dell'evento. Il circuito non ottenne in tempo l'omologazione della FIA, necessaria per poter ospitare la gara.